# Stone Ocean
Stone Ocean (яп. ストーンオーシャン Сутоːн Оːсян, «Каменный океан») — шестая часть франшизы манги JoJo’s Bizarre Adventure авторства Хирохико Араки. Главы публиковались в журнале Weekly Shonen Jump с 1 января 2000 по 21 апреля 2003 года. Всего было выпущено 158 глав, собранных затем в 17 томов манги. Действие сюжета происходит после Golden Wind. Это последняя часть старой вселенной JoJo. За ней следует перезапуск вселенной с нуля — Steel Ball Run.
Изначально манга была известна под названием JoJo’s Bizarre Adventure Part 6 Jolyne Cujoh: Stone Ocean (яп. ジョジョの奇妙な冒険 第6部 空条徐倫—『石作りの海』(ストーンオーシャン) ДзёДзё но кимё на боːкэн дай року бу Ку:дзё: Дзёри:н - «Суто:н Оːсян», «Невероятные приключения ДжоДжо, часть 6: Джолин Кудзё. Каменный океан»)
Аниме-адаптация была анонсирована 4 апреля 2021 года. Премьера первых 12 эпизодов состоялась 1 декабря 2021 года на стриминговом сервисе Netflix. Премьера следующих 12 эпизодов состоялась 1 сентября 2022 года. Премьера финальных 14 эпизодов состоялась 1 декабря 2022 года.

## Сюжет
Действие происходит в 2011 году в порту Сент-Люси, Флорида. Дочь Дзётаро — Джолин Кудзё — сажают в тюрьму из-за несчастного случая и в результате того, что её подставляет парень, дав взятку в суде. Выясняется, что один из учеников Дио — Энрико Пуччи — инсценировал несчастный случай, чтобы впоследствии убить Джолин в тюрьме. Параллельно в тюрьме появляется Уайт Снейк — стенд, обладающий самосознанием и действующий сам по себе. Он способен отбирать у жертвы «ДИСКи» Стенда и памяти, без которых человек теряет свою сущность и вскоре умирает. Его очередной жертвой становится Дзётаро, который прибыл в тюрьму, чтобы вызволить оттуда Джолин. Но теперь Джолин должна как можно скорее найти диски, чтобы спасти отца, и для этого объединяется с другими заключёнными, обладающими Стендами. Затем Джолин предстоит сражаться против Энрико Пуччи, который жаждет сделать мир таким, каким его представлял Дио.

## Персонажи
Джолин Кудзё (яп. 空条 徐倫 Ку:дзё: Дзёри:н)
Дочь Дзётаро Кудзё, главная героиня 6 части манги и единственный главный персонаж-женщина в цикле JoJo. Попадает в тюрьму после того, как её несправедливо обвинили в убийстве, в результате дачи взятки её богатым бойфрендом.
- сэйю: Ай Файруз

Эрмес Костелло (яп. エルメェス・コステロ Эрумэсу Косутэро)
Подруга Джолин, дочь мексиканского эмигранта. Когда Эрмес было 17 лет, её старшую сестру убил продавец автомобилей по имени Спортс Маккс. С целью убить его Эрмес села в тюрьму, инсценировав вооружённое ограбление. Впервые встречается с Джолин в тюрьме и решает стать её союзницей.
- сэйю: Муцуми Тамура

Foo Fighters (яп. フー・ファイターズ Фу: Файта:дзу)
Изначально планктон, который получил от Уайтснейка ДИСКи сущности и разум. Таким образом он стал разумным существом и одновременно стендом. Сначала был приспешником Уайтснейка, но после сражения с Джолин решает стать её союзником и помочь ей найти ДИСК с памятью отца, заняв тело недавно умершей заключённой по имени Этро и с помощью планктона поддерживая жизнедеятельность организма.
Эмпорио Алниньо (яп. エンポリオ・アルニーニョ Эмпорио Аруни:нё)
Мальчик, рожденный от неизвестной женщины, заключённой в Green Dolphin Street. Его стенд, Burning Down the House, проявляется в виде комнаты с привидениями, в которую также заселяются Уэзер Репорт и Нарцисо Анасуй.
- сэйю: Ацуми Танэдзаки

Энрико Пуччи (яп. エンリコ・プッチ Энрико Путти)
Главный злодей 6 части, священник. Был воспитан как католик и решил избрать путь священника уже в 15 лет. Является братом-близнецом Уэзера Репорта. Однажды был исцелен Дио Брандо. Позже Дио рассказал ему о мире, который он стремится создать, и какие «ингредиенты» для этого необходимы. В конце концов, Дио стал доверять Пуччи и дал ему фалангу своего пальца, один из «ингредиентов». Так Пуччи становится главным злодеем.

## Манга
Хирохико Араки, автор манги, объяснил своё решение сделать главного героя женщиной тем, что в настоящее время и женщина и мужчина могут быть героями. Это, по мнению мангаки, сильно отличается от ситуации в 80-х годах, когда устоявшиеся нормы требовали, чтобы в роли активныx героев выступали только мужчины, а женщины должны были оставаться пассивными и нежными, в противном случае существовал высокий риск, что зритель не сможет принять персонажа. Ситуация начала меняться только в 90-х годах, после выхода фильма «Терминатор 2: Судный день», где, как выразился Араки, впервые была показана «женщина-мачо». Только тогда аудитория впервые начала принимать женщин-персонажей, проявляющих независимость и инициативу. Это вдохновило мангаку создать нового персонажа по имени Джолин Кудзё, сильную и независимую духом, способную принимать удары и наравне сражаться с противниками, в том числе и мужчинами, как если бы это был мужской герой. Тем не менее мангака пошёл на некоторые уступки и, например, старался избегать сцен, где женские персонажи могут быть чрезмерно жестоко избиты мужчинами. Араки, в общем, признался, что изменение общественного мнения о персонажах-женщинах дало ему большую свободу в творчестве, так как мангака, создавая персонажа, прежде всего интересуется его внешним видом и характером, пол же отходит на второй план. Мангака также разрабатывает концепцию всесильного стенда антагониста Энрико Пуччи, чьи безграничные полномочия позволяют ему приблизится к божественной сущности. Эта часть манги вышла впервые под заголовком Part 6 Kujo Jolyne: Stone Ocean (яп. 6部 空条徐倫 ―『石作りの海』 Року бу Ку:дзё: Дзёри:н «Сто:н О:сян»), после чего начались разногласия относительно того, является ли манга основным продолжением JoJo’s Bizarre Adventure, или спин-оффом. После того, как стало ясно, что манга является 6 частью основной франшизы, было принято сократить заголовки предыдущих частей манги, в которых убрали название JoJo’s Bizarre Adventure, сочтя его слишком длинным и оставляя лишь подзаголовок манги. Все последующие копии манги печатались с новыми и сокращёнными форматами названий. Перед тем, как начать работать над мангой, Араки ездил в США и общался с директором тюрьмы во Флориде, чтобы лучше узнать об устройстве американских тюрем, в частности женских. Окружающее пространство за пределами тюрьмы создавалась по образу города Орландо, который Араки назвал уникальным в своём роде: городом и одновременно тематическим парком, созданным, чтобы развлекать жителей на каждом шагу.
Манга публиковалась в журнале Weekly Shonen Jump с 1 января 2000 по 21 апреля 2003 года. Всего было выпущено 158 глав, собранных затем в 17 танкобонов, которые выходили с 2000 по 2003 год.

## Появление в других медиа
Главные герои из Stone Ocean появлялись в двух видеоиграх, таких как All Star Battle 2012 года выпуска и Eyes of Heaven 2014 года выпуска. В обоих случаях Джолин Кудзё и её ближайшие союзники появляются в качестве игровых персонажей, с которыми можно вступать в бой или самим за них сражаться.

### Аниме-сериал
В апреле 2021 года состоялась онлайн-трансляция мероприятия «JOESTAR Inherited Soul», во время которой Хирохико Араки объявил о предстоящем выходе аниме-экранизации. Тогда же стало известно, что главную героиню Джолин Кудзё будет озвучивать сэйю с японскими и египетскими корнями Ай Файруз.

## Восприятие

### Манга
Редакция Kono Manga ga Sugoi! рекомендовала читать мангу и назвала главную героиню характерным главным персонажем во франшизе JoJo. В 2015 году, по результатам опроса Charapedia, Stone Ocean заняла 17 место в списке манги с самой шокирующей концовкой.
Мария Антуанетта с сайта Mangaforever отметила блестящую работу автора манги Хирохико Араки. Сцены динамичны, а читая мангу, зритель словно смотрит на звёзды, которые может потерять, если отвести взгляд. Джолин Кудзё, первая героиня женского пола во франшизе JoJo, выглядит самой мужественной по сравнению с предыдущими героями манги, но и одновременно не лишённой своих слабостей и сентиментальности. Критик Isolailyon отметил ностальгический дух в манге, больше похожей на первую трилогию, чем предыдущие работы Араки, и одновременно достойным завершением оригинальной франшизы. Изменение пола основного состава героев позволило Араки реализовать свои дизайнерские идеи для женщин. Однако критик признал, что Stone Ocean получилась одной из самых слабых частей. В частности, сюжет практически уничтожил весь потенциал главного злодея, а также, в попытке растянуть выпуск манги, Араки внедрил в финальную битву множество незначимых событий, не влияющих на исход истории.

### Аниме-сериал
Аниме-сериал в целом получил положительные оценки у кинокритиков. Бриттани Винсент с сайта IGN заметила, что ей настолько хотелось узнать, как Джолин и её команда выпутаются из, казалось бы, безвыходной ситуации, что время, потраченное на просмотр сериала, пролетело незаметно. Критик в целом назвала сериал мастерской адаптацией культовой манги с яркой анимацией и всё той же причудливой историей, типичной для франшизы JoJo. При этом сериал подходит для просмотра новичками. Камболе Кэмпбелл приметил крайне необычный для аниме визуальный стиль, заметив, как новый авторский стиль Араки, появившийся в Diamond Is Unbreakable, получил ещё более явное развитие. Стиль персонажей явно отсылает к квир-эстетике, даже если это не было сделано нарочно. Критик оценил то, как Араки удаётся снова и снова завлекать зрителей необычными сюжетными завязками, на этот раз перенося основное место действия в тюрьму. Камболе хвалил сериал за стиль, музыку и сочетание цветовой палитры, в полное мере сохраняющей дух оригинальной манги, тем не менее он счёл анимацию в боевых сценах грубоватой.
Туссен Эган с сайта Polygon c сарказмом заметил, как франшиза JoJo, как подобает типичному сёнэн-произведению, демонстрирует дурных отцов и неполные семьи, расколотые трагическими событиями. Ему было интересно наблюдать за эволюцией Дзётаро Кудзё — некогда проблемный подросток стремится помочь своей дочери, так похожей на самого Дзётаро в молодости. Как и когда-то Дзётаро в Stardust Crusaders, Джолин оказывается в трудной жизненной ситуации, и зритель наблюдает за её моральным взрослением и становлением новой героини. Сложные отношения дочери и отца добавляют истории дополнительную динамику.